# Adriaan van Wijngaarden
Adriaan van Wijngaarden (Rotterdam, 2 de novembro de 1916 — Amstelveen, 7 de fevereiro de 1987) foi um matemático e cientista da computação neerlandês.
É considerado por muitos o fundador e pai da informática (ciência da computação) na Holanda. Muito embora tenha estudado engenharia, van Wijngaarden dedicou-se aos aspectos matemáticos da computação, primeiramente na área de análise numérica, e depois no campo das linguagens de programação, e finalmente no projeto de princípios de linguagens de programação.
Sua formação foi em engenharia mecânica pela Universidade Técnica de Delft, em 1939, com doutorado em hidrodinâmica, mas depois abandonou a área. Ele se juntou ao Nationaal Luchtvaart Laboratorium em 1945 e foi com um grupo para a Inglaterra no ano seguinte, para aprender novas tecnologias que tinham sido desenvolvidas durante a Segunda Guerra Mundial.
Wijngaarden ficou intrigado com a nova ideia da computação, e em 1 de janeiro de 1947 se tornou chefe do Departamento de Informática do novíssimo Mathematisch Centrum (MC), em Amsterdã. Fez outras visitas à Inglaterra e os Estados Unidos, reunindo ideias para a construção do primeiro computador holandês, o ARRA, uma construção eletromecânica, demonstrado pela primeira vez em 1952. Nesse mesmo ano contratou Edsger Dijkstra, e eles trabalharam em softwares para o ARRA.
Ao visitar Edimburgo, em 1958, van Wijngaarden ficou gravemente ferido em um acidente automobilístico no qual sua esposa foi morta. Depois de recuperado se concentrou na pesquisa das linguagens de programação, sendo um dos criadores do ALGOL e depois da ALGOL 68, para a qual desenvolveu um tipo de gramática de dois níveis que veio a ser conhecido como gramáticas de van Wijngaarden. Ele se tornou o diretor da MC em 1961, permanecendo no cargo durante os próximos vinte anos.
"Aad" foi, em muitos aspectos, uma figura humana singular: era conhecido por ter desistido de uma tese plausível, em 1945, simplesmente porque "não tinha beleza". Ele usou um pequeno sinal de arroba (@) como sua marca pessoal. Através de seu trabalho como líder da comissão do ALGOL 68, ele fez uma profunda (embora tardiamente reconhecida) contribuição para o campo do projeto, definição e descrição das linguagens de programação.

## Prêmios van Wijngaarden
São concedidos a cada 5 anos a partir do 60º aniversário do "Centrum Wiskunde & Informatica" em 2006. Consiste de uma escultura de bronze.
- 2006: Cientista da computação Nancy Lynch e mágico-matemático Persi Diaconis.[2]
- 2011: Cientista da computação Éva Tardos e matemático numérico John Charles Butcher.[3]
- 2016: Cientista da computação Xavier Leroy e estatística Sara van de Geer.[4]